# Leptoderma
Leptoderma es un género de peces marinos de la familia de los alepocefálidos, distribuidos por las costas del océano Atlántico, océano Índico y costa oeste del océano Pacífico.
Su nombre procede del griego leptos (delgado, fino) + derma (piel).

## Especies
Existen cinco especies consideradas válidas:
- Leptoderma affinis Alcock, 1899
- Leptoderma lubricum Abe, Marumo y Kawaguchi, 1965
- Leptoderma macrophthalmum Byrkjedal, Poulsen y Galbraith, 2011
- Leptoderma macrops Vaillant, 1886
- Leptoderma retropinna Fowler, 1943